# Ricardo Castro
Ricardo Castro (Vitória da Conquista, 7 de novembro de 1964) é um maestro e pianista baiano.

## Trajetória
Natural do sudoeste da Bahia, Ricardo Castro começou a tocar piano com três anos de idade, espontaneamente. Aos cinco anos, foi admitido em caráter excepcional nos Seminários de Música de Salvador, famosa escola que hoje faz parte da Universidade Federal da Bahia (UFBA). Aluno da conceituada professora Esther Cardoso, deu seu primeiro recital aos oito anos de idade. Aos dez, junto com  a Orquestra da UFBa, tocou o Concerto em Ré Maior de Haydn.
Em 1984, Ricardo Castro foi com recursos próprios estudar na Europa. Ingressou no Conservatório Superior de Música de Genebra na classe de virtuosidade de Maria Tipo e na classe de regência de Arpad Gerecz. Ao conquistar os primeiros lugares dos concursos Rahn em Zurique em 1985 e Pembaur em Berna em 1986, recebeu do conservatório de Genebra, em 1987, o "Premier Prix de Virtuosité avec Distinction et Félicitations du Jury". Neste mesmo ano foi vencedor (ex-aequo) do Concurso Internacional da ARD de Munique, contribuindo assim para o primeiro impulso na sua carreira internacional. Pouco depois completou seus estudos de piano em Paris com Dominique Merlet. 
Em 1993, Ricardo Castro recebeu o primeiro lugar no prestigioso no Concurso Internacional de Piano de Leeds na Inglaterra, marcando a história da competição por ter sido o primeiro vencedor latino-americano desde sua fundação em 1963. Radicado na Suíça, já foi convidado para dar concertos no exterior com orquestras como BBC Philharmonic de Londres, English Chamber, Academy of St. Martin in the Fields, City of Birmingham Symphony, Tokyo Philharmonic, Orchestre de la Suisse Romande e Mozarteum de Salzburg. Entre os regentes com quem já colaborou no exterior estão Sir Simon Rattle, Yakov Kreizberg, John Neschling, Kazimierz Kord, Gilbert Varga, Alexander Lazarev e Michioshi Inoue. Suas apresentações e gravações são aclamadas pela crítica internacional. 
Ricardo Castro iniciou em 2003 uma colaboração em duo com a pianista portuguesa Maria João Pires. Juntos já fizeram uma série de recitais nas mais importantes salas de concerto da Europa, dentre as quais Konzerthaus em Viena, Palau de la Música em Barcelona, Alte Oper de Frankfurt, Auditório Nacional de Madri, Théâtre des Champs Elysées, Concertgebouw de Amsterdam e no Tonhalle de Zurique. Em janeiro de 2005 foi lançado o primeiro CD do duo pelo selo Deutsche Grammophon com obras a solo e a quatro mãos de Franz Schubert. 
Ricardo Castro já gravou vários discos para o selo Arte Nova - BMG com obras de W. A. Mozart, Manuel De Falla, Franz Liszt e o box de cinco CDs Master Pieces dedicado à Frédéric Chopin para comemorar os 150 anos da morte do compositor, com a integral dos Noturnos, os 2 Concertos, as 4 Balladas, as Sonatas Op. 35 (Marcha Fúnebre) e Op. 58 em si menor, 3 Polonaises e as Valsas Op. 64. 
As atividades pedagógicas e sociais tem sido uma constante na vida de Ricardo Castro. Ele é professor de um exclusivo grupo de jovens pianistas profissionais na Haute École de Musique de Friburgo, Suíça, apóia o Projeto Axé, em Salvador, Bahia e o programa Conquista Criança, em Vitória da Conquista, Bahia.

## NEOJIBA
Atualmente, Ricardo Castro é Diretor Geral e Artístico dos Núcleos de Orquestras Juvenis e Infantis da Bahia (NEOJIBA ), que fundou em 2007, no âmbito da Secretaria de Cultura do Estado da Bahia. O NEOJIBA foi inspirado na Fundación del Estado para el Sistema Nacional de las Orquestas Juveniles e Infantiles de Venezuela – mais conhecido simplesmente como El Sistema. Criado em 1975, El Sistema foi considerado pelo maestro Simon Rattle, diretor artístico da Filarmônica de Berlim, como "o maior acontecimento da música clássica no mundo inteiro", e dele fazem parte 350 mil jovens e crianças e mais de 180 orquestras distribuídas por toda a Venezuela.
A Orquestra Juvenil da Bahia, um dos grupos que integram o NEOJIBA, realizou uma bem-sucedida turnê pela Europa em 2010. Em 21 de maio de 2011, apresentou-se no Royal Festival Hall de Londres, com o pianista chinês Lang Lang. Ainda em agosto do mesmo ano, a Orquestra tocou no Victoria Hall de Genebra e na abertura do Festival Young Euro Classic no Konzerthalle de Berlim,   sempre sob a regência de Ricardo Castro.

## Discografia
- 1990 - Olivier Messiaen - Quatuor pour la fin des temps
- 1995 – Frédéric Chopin – Nocturnes Vol. 1 Nos. 1-10
- 1995 – Franz Liszt – Années de Pélerinage – Rigoletto Concert Paraphrase
- 1998 – Frédéric Chopin – Nocturnes Vol. 2 Nos. 11-21
- 1998 - Frédéric Chopin – Piano Concertos Nos. 1&2; Vol. 1: Polonaises Op.22, 26 e 53
- 1999 – Frédéric Chopin – Sonatas – Waltzes – Nocturne
- 2004 – Franz Schubert – Ricardo Castro e Maria João Pires
- 2011 – Dvorak e Schumann, com Quarteto de Cordas da OSESP - Brasil
- 2013 – “Bahia Orquestral”, com Orquestra Juvenil da Bahia – Brasil
- 2014 – Henrique Oswald, com Quarteto de Cordas da OSESP – Brasil